# Kyo (álbum)
Kyo es el álbum debut de la banda francesa Kyo. Fue lanzado en Francia en marzo de 2000.

## Lista de canciones
| N.º | Título                     | Duración |  |
| 1.  | «It est temps»             | 3:23     |  |
| 2.  | «Mes racines et mes ailes» | 3:52     |  |
| 3.  | «Je n’veux pas oublier»    | 3:42     |  |
| 4.  | «La vérité nous ment»      | 3:05     |  |
| 5.  | «Un sourire aux anges»     | 3:40     |  |
| 6.  | «Telle est ma prière»      | 3:50     |  |
| 7.  | «Comme le monde est grand» | 3:46     |  |
| 8.  | «C’est pas juste»          | 3:50     |  |
| 9.  | «C’est ma faute»           | 3:20     |  |
| 10. | «Regardez-moi»             | 3:38     |  |
| 11. | «Fermons les yeux»         | 3:48     |  |

- Datos: Q1054335